# Karl Brückner (Fußballspieler)
Karl Brückner (* 27. September 1920; † unbekannt) war ein deutscher Fußballspieler. Für die BSG Chemie Leipzig und die BSG Motor Jena spielte er in der DDR-Oberliga, der höchsten Spielklasse im DDR-Fußball.

## Sportliche Laufbahn
Im Alter von 31 Jahren begann Karl Brückners Karriere in der DDR-Oberliga, zunächst bei der Betriebssportgemeinschaft (BSG) Chemie Leipzig. Er gehörte in der Saison 1951/52 nicht zur Stammelf des Titelverteidigers und kam erst am 14. Spieltag (nach chronologischer Reihenfolge) in der Begegnung BSG Chemie – Lok Stendal (0:1) zu seinem ersten Oberligaeinsatz. In Vertretung des Stammverteidigers Walter Rose wurde Brückner als rechter Verteidiger eingesetzt. Ein zweites Oberligaspiel bestritt er am vorletzten Spieltag beim Heimspiel gegen Motor Gera (5:2) als linker Verteidiger anstelle von Rolf Mücklich.
Nach dem Saisonende wechselte Karl Brückner zum Oberliga-Aufsteiger Motor Jena. Auch dort gelang ihm nicht der Einstieg in das Stammaufgebot. Im Gegensatz zu Chemie Leipzig setzte Trainer Bernhard Schipphorst Brückner als Stürmer ein, und zwar am 20. Spieltag im Oberligaspiel Motor Jena – Lok Stendal (0:2) als halblinker Stürmer und am vorletzten Spieltag bei Motor Zwickau – Motor Jena (6:0) auf der Linksaußenposition. Die Jenaer Mannschaft schaffte nicht den Klassenerhalt und spielte in den nächsten Jahren wieder in der zweitklassigen DDR-Liga. Dort gehörte Brückner auch in den Spielzeiten 1953/54 und 1954/55 zum Kader, blieb aber weiterhin nur Ersatzspieler. Er kam 1953/54 in acht Punktspielen zum Einsatz, in denen er hauptsächlich auf der Rechtsaußenposition spielte. 1954/55 war er nur in der Hinrunde in zwei Ligaspielen Einwechselspieler.
Anschließend zog er sich als 35-Jähriger vom höherklassigen Fußball zurück, wo er zwischen 1951 und 1954 vier Oberliga- und zehn DDR-Ligaspiele bestritt. In allen Spielen blieb er ohne Torerfolg.